# Segunda División 1982-1983 (Spagna)
L'edizione 1982-83 della Segunda División fu il cinquantaduesimo campionato di calcio spagnolo di seconda divisione. Il campionato vide la partecipazione di 20 squadre raggruppate in un unico gruppo. Le prime tre della classifica furono promosse in Primera División mentre le ultime quattro furono retrocesse in Segunda División B.

## Classifica finale
|  |     | Classifica 1982-83  | Pt | G  | V  | N  | P  | GF | GS | DR  |
|  | --- | ------------------- | -- | -- | -- | -- | -- | -- | -- | --- |
|  | 1.  | Real Murcia         | 54 | 38 | 22 | 10 | 6  | 68 | 30 | +38 |
|  | 2.  | Cadice              | 47 | 38 | 18 | 11 | 9  | 56 | 37 | +19 |
|  | 3.  | Maiorca             | 46 | 38 | 17 | 12 | 9  | 54 | 37 | +17 |
|  | 4.  | Deportivo La Coruña | 46 | 38 | 19 | 8  | 11 | 58 | 36 | +22 |
|  | 5.  | Palencia            | 43 | 38 | 17 | 9  | 12 | 42 | 34 | +8  |
|  | 6.  | Castilla            | 41 | 38 | 15 | 11 | 12 | 45 | 43 | +2  |
|  | 7.  | Elche               | 41 | 38 | 14 | 13 | 11 | 51 | 38 | +13 |
|  | 8.  | Hércules            | 40 | 38 | 13 | 14 | 11 | 44 | 41 | +3  |
|  | 9.  | Rayo Vallecano      | 39 | 38 | 15 | 9  | 14 | 53 | 50 | +3  |
|  | 10. | Recreativo Huelva   | 39 | 38 | 12 | 15 | 11 | 46 | 50 | -4  |
|  | 11. | Barcellona Atlètic  | 38 | 38 | 12 | 14 | 12 | 46 | 40 | +6  |
|  | 12. | Real Oviedo         | 36 | 38 | 12 | 12 | 14 | 35 | 45 | -10 |
|  | 13. | Atlético Madrileño  | 36 | 38 | 13 | 10 | 15 | 44 | 44 | 0   |
|  | 14. | CD Linares          | 36 | 38 | 11 | 14 | 13 | 28 | 41 | -13 |
|  | 15. | Castellón           | 35 | 38 | 11 | 13 | 14 | 45 | 60 | -15 |
|  | 16. | Cartagena FC        | 34 | 38 | 10 | 14 | 14 | 40 | 46 | -6  |
|  | 17. | Alavés              | 32 | 38 | 8  | 16 | 14 | 40 | 54 | -14 |
|  | 18. | Sabadell            | 30 | 38 | 10 | 10 | 18 | 43 | 51 | -8  |
|  | 19. | Xerez               | 25 | 38 | 9  | 7  | 22 | 36 | 56 | -20 |
|  | 20. | Córdoba             | 22 | 38 | 6  | 10 | 22 | 30 | 71 | -41 |

## Verdetti
- Real Murcia,  Cadice e  Maiorca promosse in Primera División 1983-1984.
- Alavés,  Sabadell,  Xerez e  Córdoba retrocesse in Segunda División B 1983-1984.